# Montebrasite
La montebrasite est un minéral de la famille des phosphates riche en lithium. Il tire son nom de la mine de Montebras, dans la Creuse, où il fut exploité. La montebrasite prend la forme de cristaux de couleurs variées (jaune, rose, gris, etc.) et pâles.

## Inventeur et étymologie
La montebrasite fut décrite en 1871 par le cristallographe français Alfred Des Cloizeaux.

## Caractéristiques
Voir.
Formule chimique : (Li, Na)AlPO4(F, OH)

## Cristallochimie
Elle forme une série complète avec l'amblygonite.

## Utilité
La montebrasite est exploitée comme source de lithine.

## Gisements
- France : mine de Montebras (Montebras-en-Soumans, Boussac, Creuse, Limousin)[5].